# ريكس باكستر
ريكس باكستر (بالإنجليزية: Rex Baxter)‏ هو لاعب غولف أمريكي، ولد في 28 فبراير 1936 في أماريلو في الولايات المتحدة.

## وصلات خارجية
- ريكس باكستر على موقع رابطة لاعبي الغولف المحترفين (الإنجليزية)